# Archibald Roane

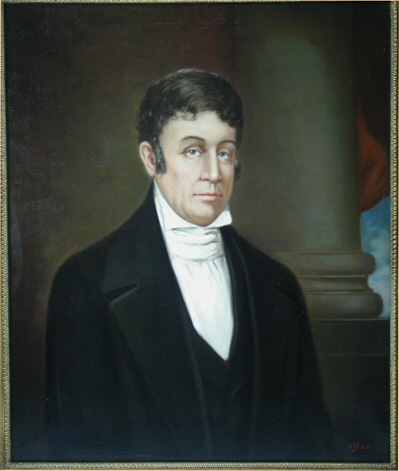
Archibald Roane

Archibald Roane (* um 1760 im Lancaster County, Province of Pennsylvania; † 18. Januar 1819) war ein US-amerikanischer Politiker (Demokratisch-Republikanische Partei) und der zweite Gouverneur des Bundesstaates Tennessee.

## Frühe Jahre
Archibald Roane wurde nach dem Tod seiner Eltern 1767 bzw. 1768 von seinem Onkel John Roane aufgezogen, der auch für eine angemessene Schulbildung sorgte. Im Unabhängigkeitskrieg kämpfte er für die amerikanische Sache unter George Washington. Ab 1788 war er im heutigen Tennessee ansässig. Als Roane sich in Jonesborough als Rechtsanwalt niederließ, gehörte dieser Teil des Landes wieder zu North Carolina. Unmittelbar zuvor war ein vierjähriger Versuch gescheitert, dem Land unter dem Namen State of Franklin den Status eines eigenen Bundesstaates zu verschaffen. Wenig später übergab North Carolina das Gebiet an die Bundesregierung, die dort das Südwest-Territorium etablierte. Gouverneur dieses Territoriums wurde William Blount, der Roane als seinen Schützling zum Staatsanwalt im Washington-Distrikt machte. Roane, der inzwischen in das Jefferson County gezogen war, wurde 1796 Delegierter auf dem Verfassungskonvent von Tennessee. In den folgenden Jahren war er als Richter tätig.

## Amtszeit als Gouverneur von Tennessee
1801 durfte Gouverneur John Sevier nicht mehr für dieses Amt kandidieren, weil die Verfassung nur drei zusammenhängende Amtszeiten erlaubte. Dieses Limit hatte Sevier erreicht. Als sein Nachfolger wurde Roane zum zweiten Gouverneur des Staates Tennessee gewählt. In seiner Amtszeit wurden die drei Wahlkreise für Kongresswahlen neu eingeteilt.
Die Legislaturperiode war überschattet von einer politischen Kontroverse. Ausgelöst wurde diese durch die Diskussion um die Stelle des kommandierenden Generals der Miliz. Neben Ex-Gouverneur Sevier bewarb sich auch der junge Andrew Jackson um dieses Amt. Die Parlamentsabstimmung ergab ein Patt und Gouverneur Roane musste entscheiden, wem dieses Amt zufallen sollte. Jackson war ein Freund von Roanes politischem Ziehvater William Blount. Daher entschied er sich für Jackson. Damit zog er sich die Feindschaft Seviers zu, der ohnehin mit Jackson eine Dauerfehde austrug, die 1803 beinahe in einem Duell geendet hätte. Diese Kontroverse bewog Sevier 1803 dazu, erneut als Gouverneur gegen Roane zu kandidieren. Es gelang ihm relativ leicht, die Wahlen zu gewinnen und Roane aus dem Amt zu drängen, dem selbst die Unterstützung von Jackson nicht helfen konnte.

## Lebensabend und Tod
Nach dem Ausscheiden aus dem Amt des Gouverneurs praktizierte Roane wieder als Anwalt. Ab 1811 war er bis zu seinem Tod an verschiedenen Gerichten als Richter tätig, unter anderem am Tennessee Supreme Court of Errors and Appeals. Er war mit Mary Hamilton Campbell verheiratet.